# 神津島村

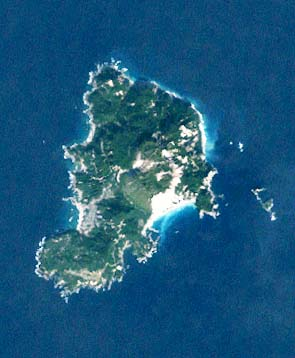
神津島のランドサット衛星画像

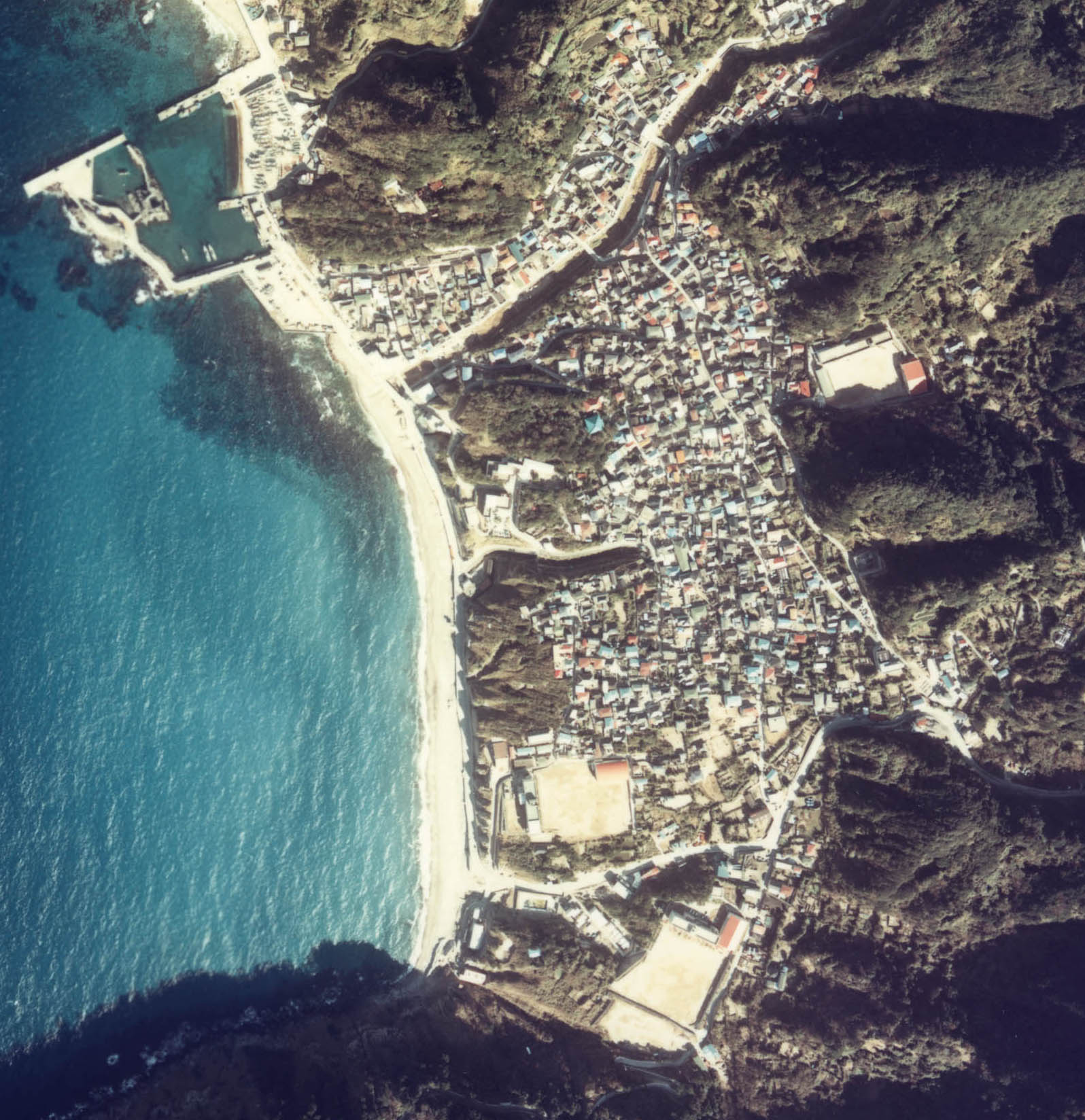
前浜と神津島村の中心集落の航空写真。

神津島村（こうづしまむら）は、東京都の島嶼部に位置する村。
伊豆諸島に位置し、神津島をはじめ、漁業関係者や釣り人、ダイビングを趣味とする人々によく知られた銭洲などの島嶼からなる。
所属する郡はなく「東京都神津島村」が正式な表記である。所管する東京都の支庁は大島支庁で、神津島出張所が設置されている。公認キャラクターはかんむりん。

## 地理
東京都心の南西178 kmの太平洋上に浮かぶ神津島を中心に、銭洲、恩馳島、祇苗島などの島々より成る。
神津島の住民のほとんどは、神津島港（前浜）周辺に集中していて、多幸湾の方は数えるほどしか民家・建物がない。近年は多幸湾のほうにも民家が進出し始めている。

### 河川
- 神津川
- つづき沢

### 池沼
- 千代池
- 不動池

### 津波
南海トラフ巨大地震が発生した際には、最大15mの津波が到達することが予想されている。これは東京都下で最大の値である。

## 歴史
- 1923年（大正12年）10月1日 - 島嶼町村制施行。神津島は大島島庁となり、神津島村が置かれる[2][3]。
- 1926年（大正15年） - 大島島庁から大島支庁になる。
- 1927年（昭和2年）10月23日 - 荒天により日本海軍の第六航空船が島の東南海岸に不時着。乗員が脱出後に飛行船が爆発して機体は喪失[4]。

### 変遷表
| 神津島村村域の変遷表 | 神津島村村域の変遷表 | 神津島村村域の変遷表 | 神津島村村域の変遷表 | 神津島村村域の変遷表 | 神津島村村域の変遷表 |
| 1923年 以前          | 1923年 以前          | 大正12年 10月1日     | 大正12年 - 昭和64年  | 平成元年 - 現在      | 現在                 |
| -------------------- | -------------------- | -------------------- | -------------------- | -------------------- | -------------------- |
|                      | 神津島村             | 神津島村             | 神津島村             | 神津島村             | 神津島村             |

## 経済

### 産業
漁業・観光業が島の大きな産業である。釣り客も多いが、天上山トレッキング目当ての客も多い。また環境省調査によると、東日本でもっとも光害の影響が小さい地域とされており、天体観望も重要な観光資源である。2020年12月1日島全体が国際ダークスカイ協会により星空保護区に認定された。国内では西表石垣国立公園に次いで二例目である。
島焼酎の醸造もさかんで、神津島の「盛若」は他島の酒店や東海汽船の客船内レストランでも提供されるなど人気が高い。
かつては新島と同様コーガ石が切り出されていたが、現在は行われていない。

### 郵便
（※2013年10月現在）
郵便番号は村内全域で「100-0601」である。
- 日本郵便 神津島郵便局 ※郵便窓口は土曜・休日も開設（午前中のみ）。

- 神津島郵便局

## 姉妹都市・提携都市

### 国内
- 佐久市（長野県）[6]
  - 1994年3月24日 - 友好都市提携[6]

佐久市に多い「神津」姓を縁とする交流。1977年より交流が始まっており、1979年には神津島に「佐久市神津島村友好乃碑」が建てられた。双方の行事への参加などを通して交流が続けられ、上信越自動車道佐久インターチェンジの開通と神津島空港の開港を節目として、1994年に友好都市提携の調印がされた。
- 奥多摩町（東京都）

## 人口
| |                                          |  |
| 神津島村と全国の年齢別人口分布（2005年） | 神津島村の年齢・男女別人口分布（2005年） |  |
| ■紫色 ― 神津島村 ■緑色 ― 日本全国 | ■青色 ― 男性 ■赤色 ― 女性                |  |
| 神津島村（に相当する地域）の人口の推移 \| 1970年（昭和45年） \| 2,081人 \| \| \| 1975年（昭和50年） \| 2,093人 \| \| \| 1980年（昭和55年） \| 2,210人 \| \| \| 1985年（昭和60年） \| 2,281人 \| \| \| 1990年（平成2年） \| 2,314人 \| \| \| 1995年（平成7年） \| 2,276人 \| \| \| 2000年（平成12年） \| 2,144人 \| \| \| 2005年（平成17年） \| 2,068人 \| \| \| 2010年（平成22年） \| 1,889人 \| \| \| 2015年（平成27年） \| 1,891人 \| \| \| 2020年（令和2年） \| 1,855人 \| \| |                                          |  |
| 総務省統計局 国勢調査より |                                          |  |
| 1970年（昭和45年） | 2,081人                                  |  |
| 1975年（昭和50年） | 2,093人                                  |  |
| 1980年（昭和55年） | 2,210人                                  |  |
| 1985年（昭和60年） | 2,281人                                  |  |
| 1990年（平成2年） | 2,314人                                  |  |
| 1995年（平成7年） | 2,276人                                  |  |
| 2000年（平成12年） | 2,144人                                  |  |
| 2005年（平成17年） | 2,068人                                  |  |
| 2010年（平成22年） | 1,889人                                  |  |
| 2015年（平成27年） | 1,891人                                  |  |
| 2020年（令和2年） | 1,855人                                  |  |

## 行政
- 村長：前田弘（まえだ ひろし、2018年10月1日就任、2期目）

### 都の機関
- 東京都庁大島支庁神津島出張所
  - 島しょ保健所大島出張所神津島支所
- 警視庁新島警察署
  - 神津島北駐在所
  - 神津島南駐在所

### 村の機関
- 神津島村国民健康保険診療所（入院病棟6床）

## 議会

### 村議会
- 議長：石田隆美智（2023年5月8日就任）[9]
- 副議長：小林正吾郎（2023年5月8日就任）[10]
- 定数：8人（任期満了日：2027年4月29日）[11][12]
- 常任委員会：総務文教委員会、経済民生委員会[13][14]

### 都議会
2025年東京都議会議員選挙
- 選挙区：島部選挙区
- 定数：1人
- 任期：2025年7月23日 - 2029年7月22日
- 投票日：2025年6月22日
- 当日有権者数：18,912人
- 投票率：58.17％

| 候補者名 | 当落 | 年齢 | 所属党派   | 新旧別 | 得票数  | 備考                                |
| -------- | ---- | ---- | ---------- | ------ | ------- | ----------------------------------- |
| 三宅正彦 | 当   | 53   | 無所属     | 現     | 6,148票 | 2025年6月23日に自民党は追加公認した |
| 伊藤奨   | 落   | 34   | 国民民主党 | 新     | 3,050票 |                                     |
| 奥村光貴 | 落   | 25   | 再生の道   | 新     | 1,449票 |                                     |

### 衆議院
- 選挙区：東京3区（品川区、島嶼部）
- 投票日：2024年10月27日
- 当日有権者数：362,508人
- 投票率：56.83％

| 当落 | 候補者名   | 年齢 | 所属党派     | 新旧別 | 得票数   | 重複 |
| ---- | ---------- | ---- | ------------ | ------ | -------- | ---- |
| 当   | 石原宏高   | 60   | 自由民主党   | 前     | 61,660票 | ○    |
| 比当 | 阿部祐美子 | 60   | 立憲民主党   | 新     | 54,178票 | ○    |
|      | 奥本有里   | 47   | 国民民主党   | 新     | 30,351票 | ○    |
|      | 吉平敏考   | 43   | 日本維新の会 | 新     | 25,745票 | ○    |
|      | 香西克介   | 48   | 日本共産党   | 新     | 12,056票 |      |
|      | 川口めぐみ | 51   | 無所属       | 新     | 8,822票  |      |
|      | 植木洋貴   | 42   | 参政党       | 新     | 8,731票  |      |

## 地域

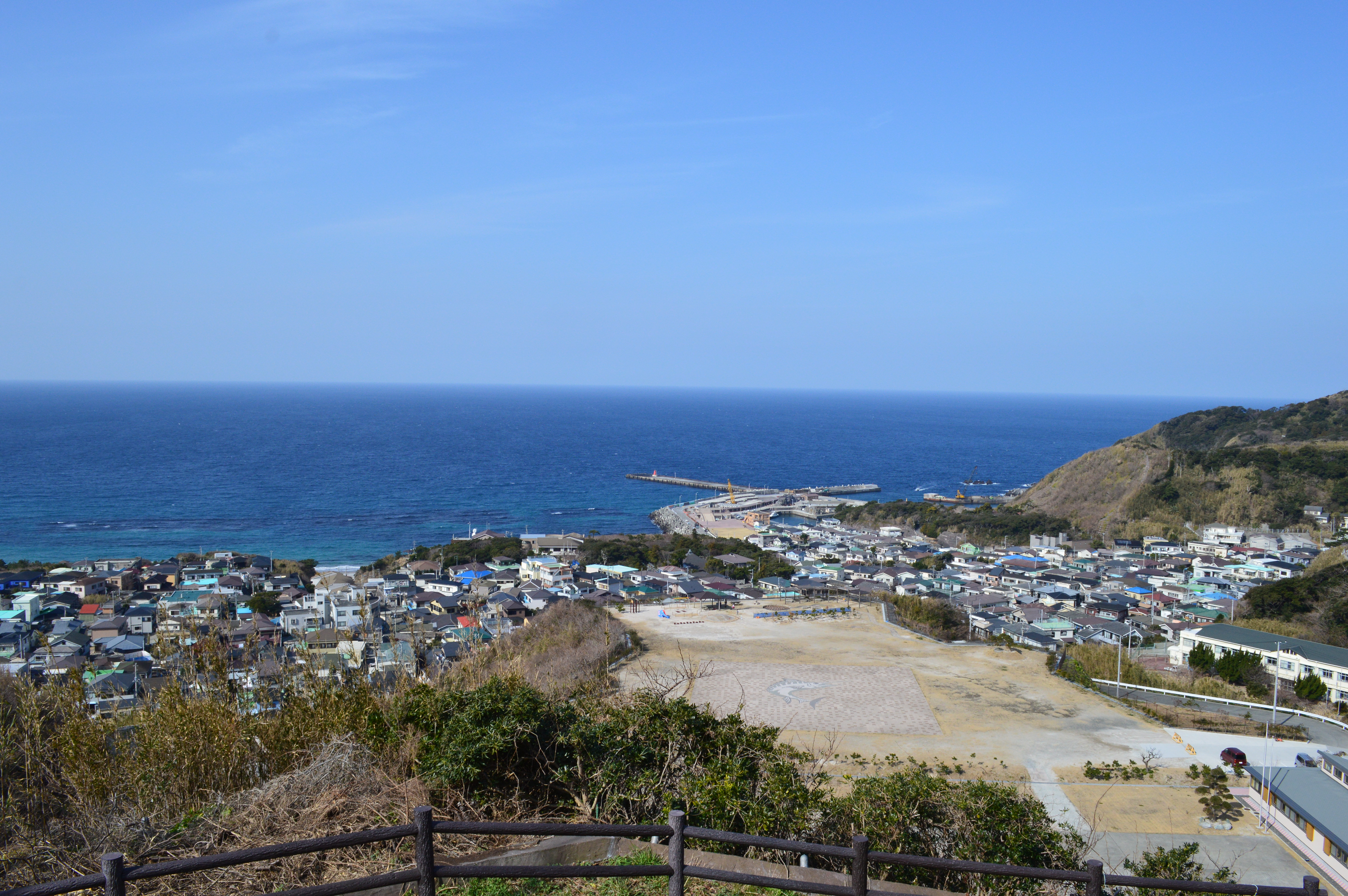
神津島村の中心地、前浜集落

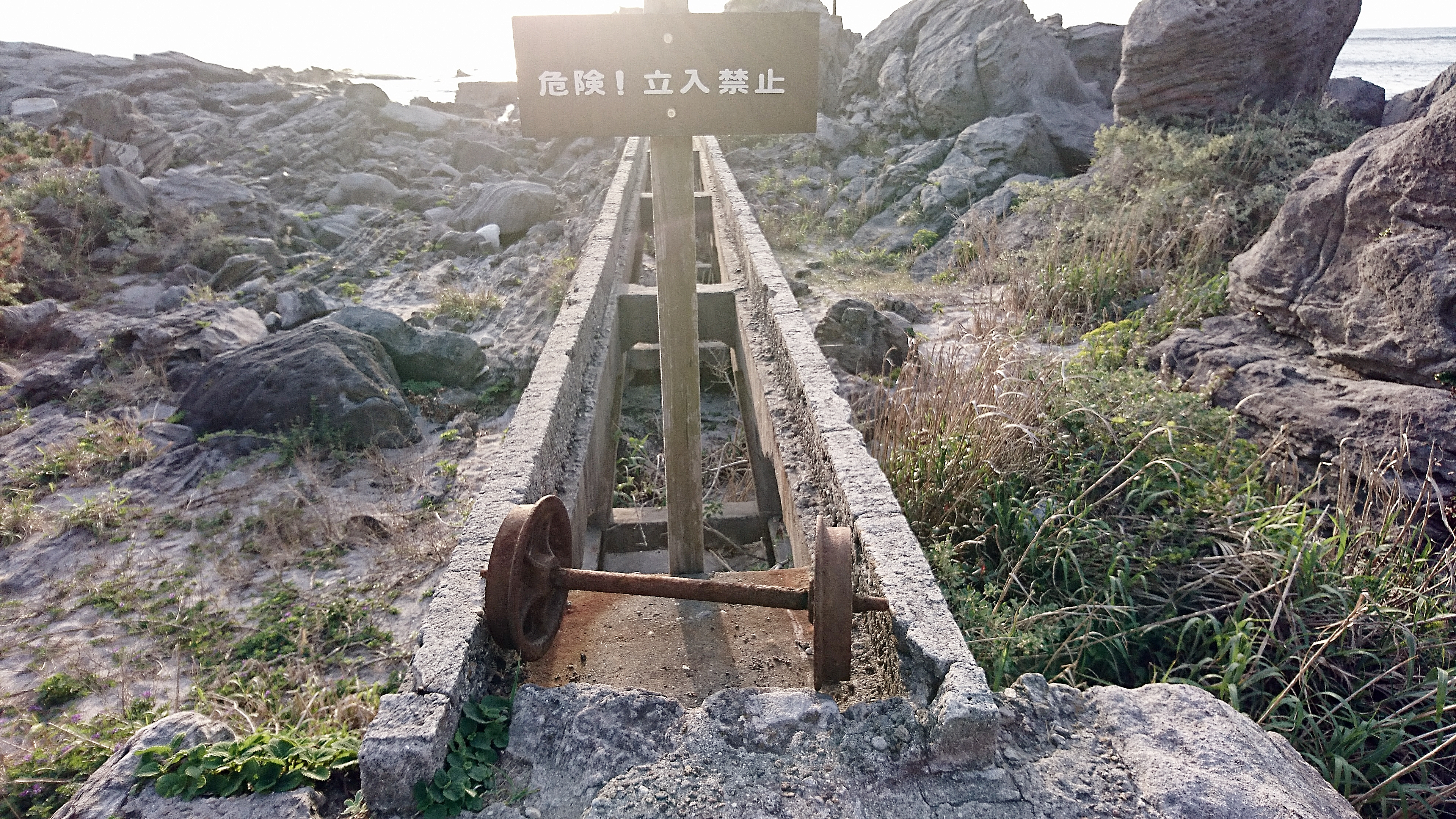
神津島トロッコ跡

### 教育
- 神津島村立神津小学校
- 神津島村立神津中学校
- 東京都立神津高等学校

## 交通

### 道路
一般国道
なし
都道府県道
東京都道224号神戸山多幸線

### 陸運
神津島村営バス
神津島港を起点に温泉保養センター・赤崎遊歩道方面と空港・多幸湾方面に運行されている。

### 航路
東海汽船
大型客船「さるびあ丸」または「橘丸」が東京 - 横浜（金土のみ） - 大島 - 利島 - 新島 - 式根島を経由する航路で毎日就航している。季節によっては超高速ジェット船が東京・熱海より就航している。
神新汽船
貨客船「フェリーあぜりあ」が下田港との間に水曜を除く毎日就航している。寄港の順番は曜日により異なる。
集落に近い神津島港または島東側の三浦漁港（東海汽船はそれぞれ「前浜港」「多幸湾」と呼称）のいずれかの港に発着する。どちらの港になるかは当日の海況によって決定される。

### 空路
新中央航空
調布飛行場 - 神津島空港を一日3往復している。所要時間約45分。

### 都庁への連絡
航路
神津島港（東海汽船） - 東京港竹芝旅客ターミナル - 竹芝駅（ゆりかもめ） - 汐留駅（都営地下鉄大江戸線） - 都庁前駅
空路
神津島空港（新中央航空） - 調布飛行場 - 調布駅（京王電鉄京王線） - 新宿駅

## 観光

### 神社
- 阿波命神社
- 物忌奈命神社

### 寺院
- 観音堂
- 庵屋堂
- 秩父堂

### 自然
- 天上山

海水浴
- 前浜
- 多幸湾
- 沢尻湾
- 長浜
- 返浜
- 赤崎

## 出身有名人
- 石野田奈津代（シンガーソングライター）